# Silzen
Silzen er en by og kommune i det nordlige Tyskland, beliggende i Amt Itzehoe-Land under Kreis Steinburg. Kreis Steinburg ligger i den sydvestlige del af delstaten Slesvig-Holsten.

## Geografi
Kommunen ligger i Naturpark Aukrug ved udkanten af den 821 hektar store skov, Schierenwald, mellem Hohenlockstedt og Hohenwestedt. Lige vest for kommunegrænsen går Bundesstraße B77.